# Gutenachtgeschichte

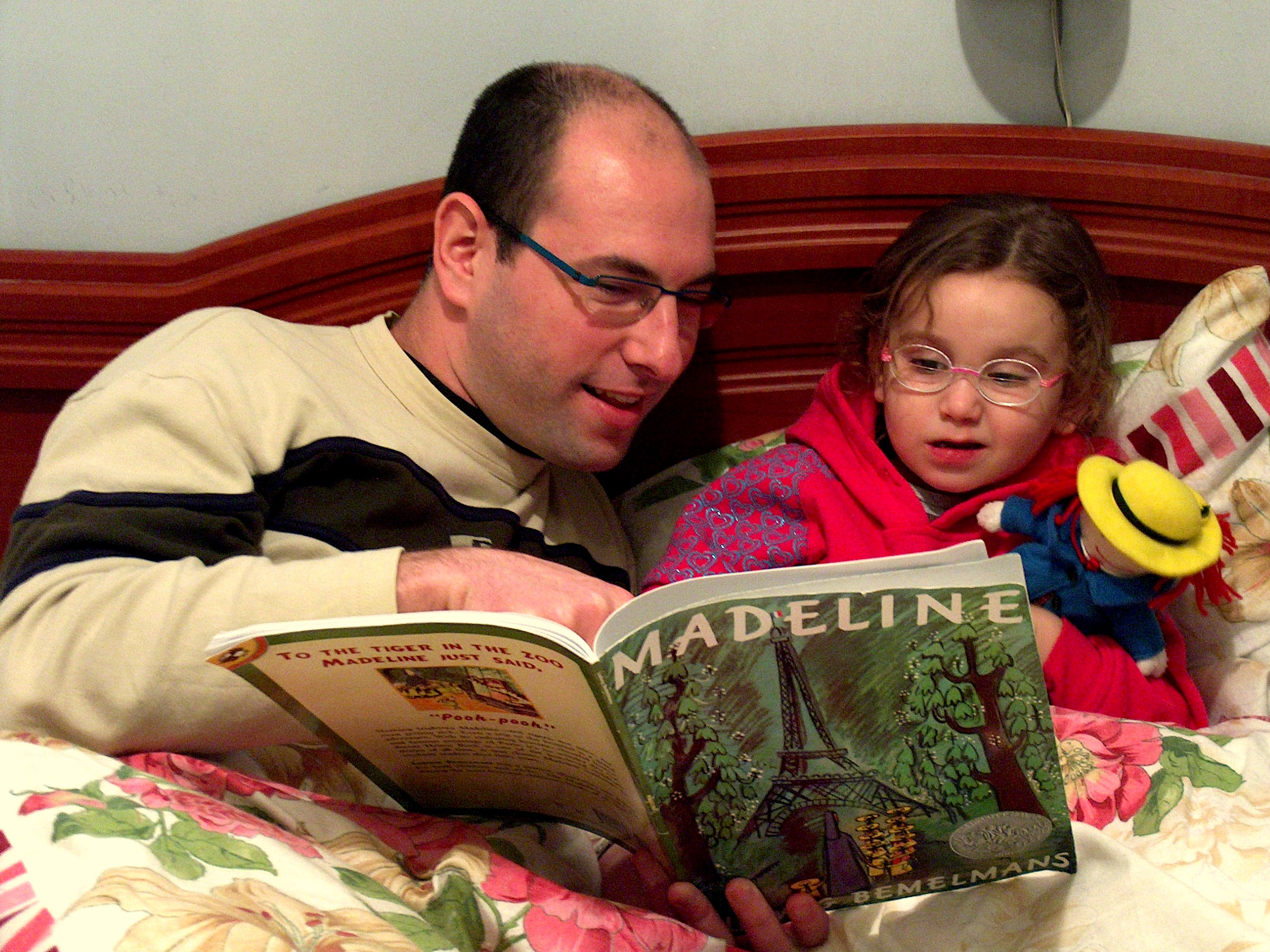
Ein Vater liest seiner Tochter eine Gutenachtgeschichte aus dem Kinderbuch Madeline vor.

Gutenachtgeschichten (regional umgangssprachlich auch Betthupferl) sind kurze Erzählungen, die Kindern bis zu einem Alter von etwa 12 Jahren vor dem Einschlafen erzählt werden. In der Regel lesen die Eltern ihren Kindern diese Geschichten vor, mittlerweile findet man auch ein breites Angebot in anderen Medien, insbesondere Hörfunk und Fernsehen.

## Mündliche Tradition

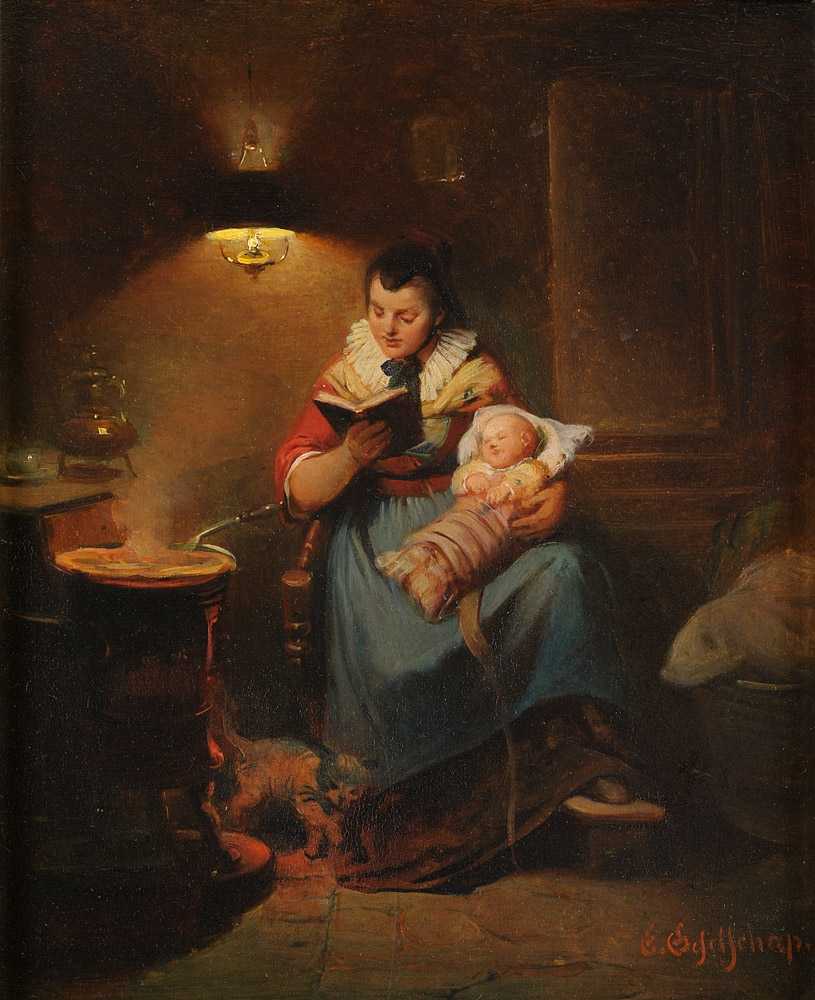
Die Gutenachtgeschichte, Genrebild von Eduard Geselschap, Mitte des 19. Jahrhunderts.

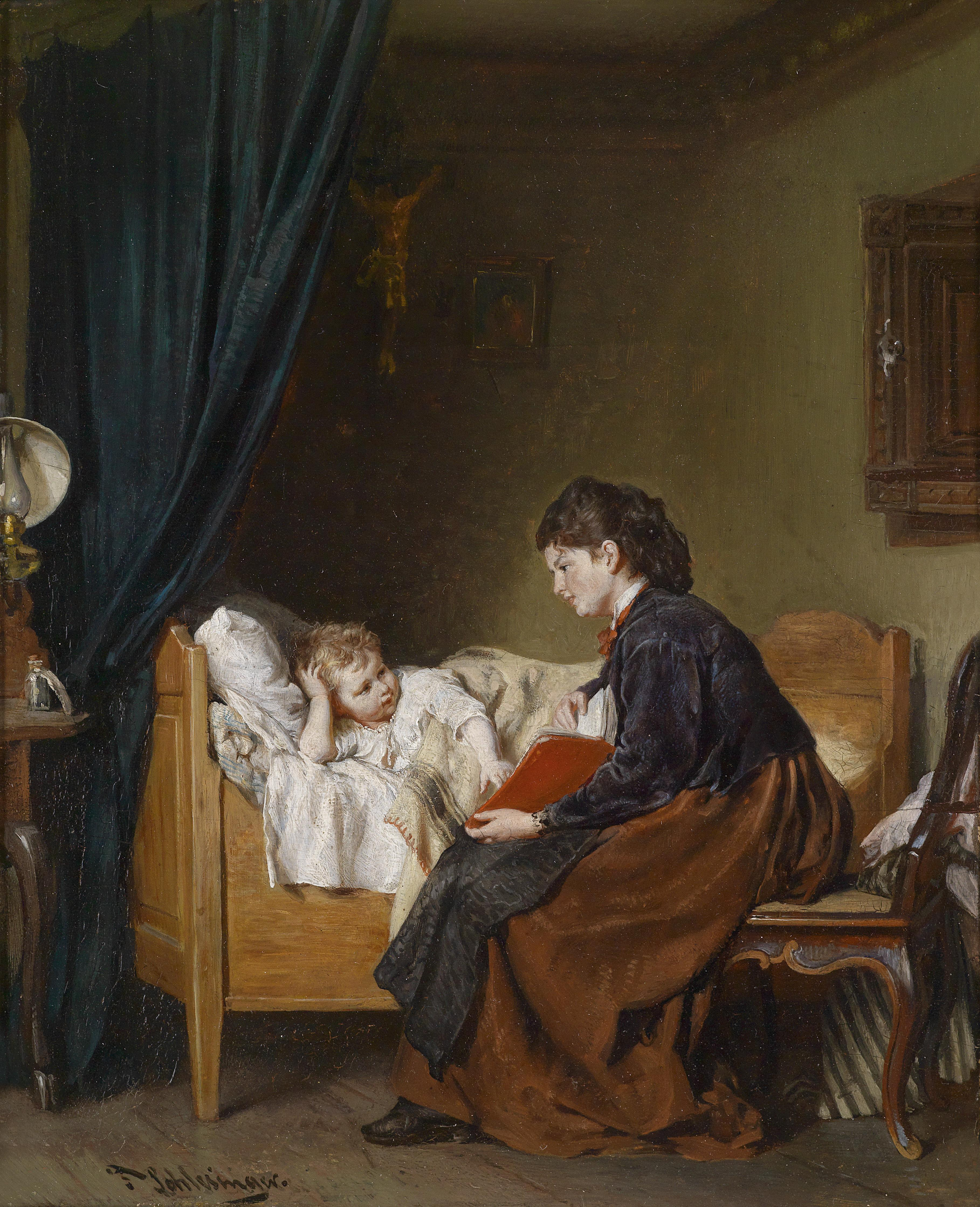
Die Gutenachtgeschichte, Genrebild von Felix Schlesinger, 19. Jahrhundert.

Das Lesen einer Geschichte vor dem Einschlafen ist ein festes Abendritual in vielen jungen Familien. 90 % der Eltern lesen ihren Kindern im Alter zwischen vier und sechs Jahren am Abend etwas vor. Bereits vor dem vierten Lebensjahr kommen 71 % der Kinder in den Genuss einer Gutenachtgeschichte. Auch bei älteren Kindern bis 12 Jahre, die selbst bereits lesen können, liegt der Anteil noch bei 60 %. Auch Kinder können nicht „auf Knopfdruck“ abschalten und einschlafen. Feste, vertraute Rituale am Abend helfen ihnen, sich zu entspannen und besser einzuschlafen.
Der Begriff „Gutenachtgeschichte“ wurde durch Jella Lepman geprägt, die solche Geschichten sammelte, und ist etwa seit 1950 gebräuchlich. Im Rahmen einer Studie wurde festgestellt, dass abendliches Vorlesen den Grundstein zur optimalen Förderung eines Kindes legt und der entscheidende Beitrag zur Lesesozialisation ist.

## Elektronische Medien

### Hörfunk
Betthupferl (BR, seit 1953)

Seit 1953 gibt es die Sendung Betthupferl im Bayerischen Rundfunk.

Das Traummännlein kommt (ORF, 1955–1995)

Ab dem 5. September 1955 gab es zuerst im zweiten Programm des Österreichischen Rundfunks, ab Oktober 1967 auf Österreich Regional kurz vor 19:00 Uhr die Sendung Das Traummännlein kommt. In Nachkriegsösterreich hatten bereits die Sendergruppen West mit Gute Nacht, liebe Kinder! (ab 1946?) und Rot-Weiß-Rot mit Der kleine Sandmann (ab 3. November 1954) Gute-Nacht-Sendungen für Kinder im Programm. Marga Frank („Tante Marga“), ab 1945 bei Radio Wien, schrieb bis in die 1950er-Jahre Kinder-, Mädchen- und Märchenbücher und entwarf zusammen mit Inge Maria Grimm die Figur des Traummännleins. Die bis 1967 verwendete Titelmelodie Wiegenlied („Guten Abend, gut’ Nacht“) stammt von Johannes Brahms, arrangiert von Norbert Pawlicki. 365 unterschiedliche Geschichten wurden im Jahr ohne Nennung von Sprecher oder Autoren gesendet, darunter die bekannten Kinderbuchautorinnen Christine Nöstlinger, Mira Lobe und Käthe Recheis, weiter Urs Harnik-Lauris, Sigrid Helting, Werner Löw, Leo Parthé, Franz Stanzl, Evelyne Stein-Fischer, Jack Unterweger, Eleonore Zuzak. Gesprochen wurden die Texte von Schauspielern wie Herbert Lenobel oder Peter Gruber. Die Ausstrahlung endete im Juni 1995. Kurzzeitige Wiederbelebungen gab es von April bis Juni 2017 auf Radio Steiermark und von März bis Juli 2020 auf Radio Wien.
Sandmann (Radio DDR, 1956–1991)

Ab dem 19. Mai 1956 wurde auf Radio DDR (1958 Radio DDR I, 1990 Radio aktuell) ein Abendgruß für Kinder gesendet. Titel war zuerst Der Sandmann kommt, dann Wenn der Sandmann kommt und etwa ab 1961 Der Sandmann ist da.
Ohrenbär (RBB, seit 1987)

Seit dem 1. Oktober 1987 gibt es den Ohrenbär, eine Produktion von SFB bzw. RBB in Kooperation zuletzt noch mit dem NDR, als klassische Gutenachtgeschichte seit 2021 allerdings nur noch auf NDR Info Spezial (auf rbbKultur läuft sonntagmorgens eine einstündige Kompaktausgabe).
Zappelduster (RBB, seit 1992)

Die am 1. Januar 1992 begonnene Sendereihe Zappelduster, eine Produktion von ORB bzw. RBB, wird seit Oktober 1997 täglich auf Antenne Brandenburg ausgestrahlt.

### Fernsehen
Als Klassiker der Gutenachtgeschichte im Fernsehen gelten die beiden Sandmännchen-Sendungen im geteilten Deutschland zwischen 1959 und 1990 (Unser Sandmännchen vom DFF, Sandmännchen vom SFB). Seit 1991 gibt es Unser Sandmännchen in neuer Aufmachung in MDR, RBB und KiKA.
In Österreich sendete ORF FS1 etwa von Mitte der 1960er Jahre bis zumindest 1988 das Betthupferl, beispielsweise mit Familie Petz (bei der DVD-Edition umbenannt in Gute-Nacht-Geschichten).
Im Schweizer Fernsehen wurde von 1986 bis 2006 das zehnminütige Guetnachtgschichtli ausgestrahlt. Seit Ende Februar 2012 wird es wieder ausgestrahlt. Das rätoromanische Pendant Istorgia da buna notg wurde 2009 nach fast 40 Jahren eingestellt.